# Ophioglossum rubellum
Ophioglossum rubellum är en låsbräkenväxtart som beskrevs av Friedrich Welwitsch och Addison Brown. Ophioglossum rubellum ingår i släktet ormtungor, och familjen låsbräkenväxter. Inga underarter finns listade i Catalogue of Life.